# Niederrheinisches Augustinusbuch
Als Niederrheinisches Augustinusbuch bezeichnet die germanistische Forschung einen aus dem späten Mittelalter stammenden Handschriftentypus, dessen Textzeugen aus dem 15. und 16. Jahrhundert im Wesentlichen das Leben des heiligen Augustinus († 430) und Predigten über Augustinus enthalten.

## Handschriftentypus
Das anonym überlieferte Heiligenleben betreffend Augustinus basiert auf einer lateinischen Augustinusvita des Spätmittelalters (BHL 787, Ende des 12. Jahrhunderts/13. Jahrhundert), die wiederum zum größten Teil auf den Confessiones des Kirchenlehrers und auf der Augustinusvita des Possidius von Calama (BHL 785, vor 439) beruht. BHL 787 war dann Vorlage einer Übersetzung, des sog. „Niederländischen Augustinusbuchs“, aus der – teilweise unter Benutzung weiterer Texte von und über Augustinus – eine niederrheinische Redaktion entstand. Zu diesem niederrheinischen Augustinusleben aus dem 15. Jahrhundert kamen hinzu Predigttexte (Sermones de sanctis) des Jordan von Quedlinburg (~1300–1370/80) in deutscher Übersetzung. Letztere enthalten: die Predigt über die Translation des Augustinus (gleichsam als Fortsetzung der Vita), eine Predigt zum Festtag des Heiligen, zehn weitere Predigten über Augustinus. Neben dem Hauptbestand aus Vita der niederrheinischen Redaktion und Predigten weisen manche Handschriften weitere Werke des Augustinus oder manches nicht mit Augustinus Zusammenhängende auf. Das „Niederrheinische Augustinusbuch“ wandte sich an ein nicht des Lateinischen mächtiges Publikum und war vornehmlich für Leserinnen und Hörerinnen in geistlichen Frauengemeinschaften (Augustinerinnenklöster) bestimmt.

## Handschriften
An Handschriften des Typus „Niederrheinisches Augustinusbuch“ sind u. a. überliefert:
- Handschrift Göttingen, Niedersächsische Staats- und Universitätsbibliothek, Theol. 200 = Gö1: entstanden u. a. 1456, Pergament
- Handschrift London, University College Library, Ms. Germ. 17 = L1: entstanden 1462, Papier
- Handschrift Düsseldorf, Universitätsbibliothek, Ms. C 21 = Dü1: entstanden 1476, Papier
- Leithandschrift Darmstadt, Universitäts- und Landesbibliothek Darmstadt, Hs 540 = Ds1: Kloster Frauweiler, entstanden 1476/77, Papier
- Handschrift Darmstadt, Universitäts- und Landesbibliothek Darmstadt, Hs 2458 = Ds2: entstanden 1470/80, Papier und Pergament
- Ersatzleithandschrift Darmstadt, Universitäts- und Landesbibliothek Darmstadt, Hs 734 = Ds3: entstanden 1506/36, Pergament
- Handschrift Köln Historisches Archiv, cod. W fo 173 = Kö1: entstanden nach 1510, Papier
- Handschrift Berlin, Staatsbibliothek Preußischer Kulturbesitz, Ms. germ. qu. 1101 = B1: entstanden 1523, Papier

Alle Handschriften stammen aus der 2. Hälfte des 15. und 1. Hälfte des 16. Jahrhunderts und aus dem ribuarischen Mundartraum. Dies entspricht der Verbreitungszeit und dem Verbreitungsraum des „Niederrheinischen Augustinusbuchs“.